# Sepulcres per a Diego Girón de Rebolledo i els seus germans
Els sepulcres per a Diego Girón de Rebolledo i els seus germans són part d'un dels conjunts arquitectònics barrocs més rellevants de Catalunya. Estan en la capella de la Concepció de la catedral de Tarragona, i foren construïts durant el segle xvii (1678-1683), esculpits per Francesc Grau i Domènec Rovira.

## Història
La Capella de la Immaculada Concepció, té un important sistema de mecenatge nobiliari, el mecenatge va arribar de la mà de Diego Girón de Rebolledo, Prior capitular de la Catedral de Tarragona, els mecenes d'aquesta capella va contractar a Fra Josep de la Concepció com a arquitecte i canonge obrer de la Capella. Dins el majestuós record a la vida d'aquest personatge eclesiàstic, hi figuren diferents noms d'artistes com el canonge arquitecte Fra Josep de la Concepció, l'escultor Francesc Grau, el pintor Josep Grau, el forjador Joan Andreu i l'argenter Bonaventura Fornaguera. Totes aquestes personalitats fan que aquest sigui un treball d'un detallisme exquisit, així com un coneixement dels models estètics a admirar, dels quals es deixen veure din de la mateixa Catedral de Tarragona, el punt més alt de la ciutat. Diego Girón de Rebolledo va contractar l'arquitecte Fra Josep de la Concepció, perquè es fes càrrec de les obres de la Capella i dels sepulcres on Diego Girón i els seus germans descansarien per sempre, així doncs Diego Girón no surt titular en cap dels contractes, dels diferents artistes, o personal d'obra o materials, surt Fra Josep de la Concepció amb qui va confiar l'execució de l'obra. Els pagaments de les obres es van fer en efectiu, i davant el notari provinent de la ciutat comtal, Barcelona, el notari Jaume Rondó es va encarregar de cadascun dels assumptes relacionats amb el moviment de patrimoni o masses patrimonials.

### Contracte
Diego Girón de Rebolledo, va crear la Bossa Canonical, una institució que s'encarregava de redistribuir, els fons donats a la Catedral, on ell mateix va lliurar 2.000 ducats venecians, vinculats a un contracte testamentari el qual l'arrendatari, Diego Girón de Rebolledo especificava que ningú podia ser enterrat per sobre o sota, d'on ell eternament descansa. L'incompliment del contracte suposava la distribució dels 2.000 ducats d'or, a mà de Jaume Rondó notari de Barcelona, el qual distribuiria tots aquells ingressos entre els convents religiosos del Camp de Tarragona i l'Hospital General de la mateixa ciutat de Tarragona.
El Prior Capitular de la Catedral de Tarragona, Diego Girón de Rebolledo, va deixar totes les seves propietats, a la pròpia Catedral de Tarragona, de les quals destaca una finca/palauet al carrer Cavallers de Tarragona, també destaca una impressionant col·lecció de 50 excel·lents tapissos artesans que Diego Girón de Rebolledo va lliurar, sent la col·lecció més nombrosa i d'alta qualitat més important dels temples religiosos d'Espanya.

### Capella de la Immaculada Concepció

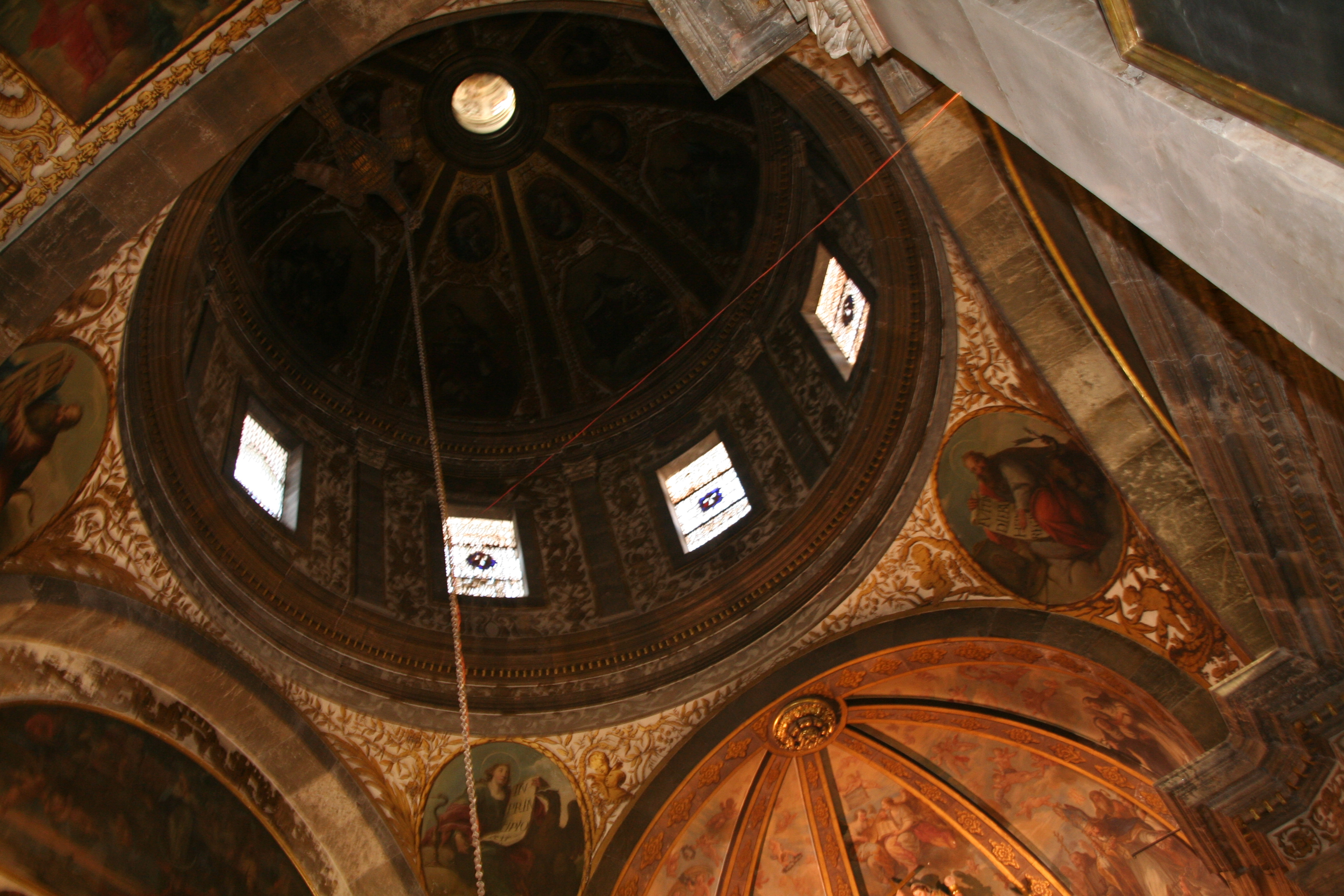
Llanterna de la Capella de la Immaculada Concepció

Un dels elements que cal destacar de la Capella és la porta de ferro forjat amb detalls de bronze, explícitament encarregada per Diego Girón de Rebolledo i dissenyada per Fra Josep de la Concepció, els mestres forjadors, Pere Catá i Miquel Esmandía conjuntament amb el barceloní Joan Arnau, amb qui Diego Girón mantenia una estreta relació d'amistat, van ser els encarregats d'elaborar l'obra de Fra Josep de la Concepció.

## Estil
L'estil de Francesc Grau està molt influït pel seu mestre i pare, Joan Grau. En els sepulcres es demostra que Francesc Grau i Domènec Rovira coneixien l'emblemàtica d'Andrea Alciato i la iconografia de Cesare Ripa.

## Descripció
Els sepulcres, van ser esculpits per Francesc Grau; tenen una estructura idèntica exceptuant les volutes d'ambdós, estan supeditats per columnes d'ordre toscà amb un pedestal de pedra negra, sobre el qual hi ha una treballada fila d'alabastre, procedent de les pedreres d'Horta i la del Coll de Lilla del Camp de Tarragona, així com una ornamentació prevista de mascarons sostinguts, una gran part rectangular, la qual es veu supeditada per dues figures esculpides on es mostren els cossos sencers, centrat entre els dos cossos trobem un epitafi de baix relleu. Aquesta part està coronada per un marc oval. Tota la pedra o marbre o alabastre prové explícitament a desig de Diego Girón de Rebolledo del Camp de Tarragona, desig que formula en un escrit redactat a Barcelona davant del notari Jaume Rondó el 18 de setembre de l'any 1673. Trobem un entaulament amb un fris i una cornisa sortint amb motius filo-mòrfics. Sobre el frontó trobem imatges corpòries de virtuts, al timpà coronant els dos sepulcres, un gran escut, de la família Rebolledo.
Finalment, els sepulcres estan acabats amb dos Àngels putti, deixant un espai central per un bust de la mort, i en l'altre sepulcre un bust de la justícia. El bust de la mort, representa la vanitat de les glòries mundanes davant la inevitable mort, aquest bust està col·locat al sepulcre de Diego Girón de Rebolledo, on també apareixen consignes eclesiàstiques. I la imatge de la justícia representa un camí cap a la Redempció, i està col·locat al sepulcre dels seus dos germans, on també trobarem trofeus militars de la família Rebolledo.

### Sepulcre per Diego Girón de Rebolledo
El sepulcre està en la part esquerra de la capella, en els sepulcres canvien alguns motius iconogràfics; en el cas del de Diego Girón a l'emblema central d'aquest es representa la resurrecció de Crist, hi ha elements que signifiquen el camí de la mort i la vanitat com el nen que bufa ampolles del pedestal, també el sepulcre reflecteix la fortalesa, patent en les columnes. Al costat de l'epitafi trobem set medalles el·líptiques les quals encara no se li ha trobat un significat, però les opcions són la del seu amor a la dialèctica o l'aritmètica si comptem amb l'àbac. El preu final del sepulcre, ascendeix a 2.770 lliures de Barcelona, que van ser entregades als artistes el 22 de maig de 1683, un fet remarcable, ja que és el mateix dia que Diego Girón de Rebolledo mor.

### Sepulcre per Godofredo i Francisca Girón de Rebolledo
El sepulcre que ocupa el lloc més pròxim al presbiteri, és el dels seus germans, en aquest cas la iconografia fa referència a la vida militar de Godofredo: com són les armadures a les pilastres o els atributs de la vora dels Àngels putti. L'epitafi està també rodejat de motius bèl·lics, en el text inscrit en el marbre posa: "aquí el darrer dia esperen de nou els ossos dels nobles Godofredo Giron de Rebolledo, batlle general i custodi de la ciutat i el castell de Tortosa per la sacra, catòlica i reial majestat, i de la noble Francisca de Vilanova Giron de Rebolledo, germans del manuficentissim constructor d'aquesta capella. L'honor, els emblemes, la lloa de les ara fumoses imatges d'aquesta il·lustre família viuran per sempre en lloança perenne dins la memòria i els annals de la virtut però uns altres de fets, aquells propis i dignes d'un llibre, que no deixi de narrar-los el marbre. Si les llàgrimes poden arrencar el dolor, pel dolor, vessa llàgrimes, vessa pregàries".
| Any       | Nom                               | Ubicació              | Foto |
| --------- | --------------------------------- | --------------------- | ---- |
| 1678-1683 | Sepulcre de Diego Girón Rebolledo | Catedral de Tarragona |      |

| Any       | Nom                                  | Ubicació              | Foto |
| --------- | ------------------------------------ | --------------------- | ---- |
| 1678-1683 | Sepulcre dels germans de Diego Girón | Catedral de Tarragona |      |